# Vengerovo
Vengerovo (rusky Венгерово) je kamenný meteorit o hmotnosti přibližně 10 kg. Dopadl 11. října 1950 na území Novosibirské oblasti v Rusku. Je na něm patrná tenká kůra tavení, která pokrývá meteorit. Vnitřek je popelavě šedý, což je vidět na povrchu lomu.